# Тат-Алі
Тат-Алі — вулкан, розташований в північній частині регіону Афар, Ефіопія. Цей вулкан вивергав різні типи лав, починаючи з основних і закінчуючи кислими. Тріщинний вулканізм характеризувався потоками базальтової лави.
Висота вулкану досягає 700 м.

## Виноски
1. ↑  Global Volcanism Program
2. ↑   Handbook of Lithium and Natural Calcium Chloride. — By Donald E. Garrett